# Murmuris del cor
Murmuris del cor (耳をすませば, Mimi wo sumaseba, lit: 'Si escoltes amb atenció') és una pel·lícula d'anime d'Studio Ghibli del 1995, dirigida per Yoshifumi Kondo i amb guió de Hayao Miyazaki. Va ser la primera pel·lícula japonesa en utilitzar el format de so Dolby Digital. La pel·lícula doblada a l'anglès va ser distribuïda per Buena Vista Home Entertainment el 7 de març del 2006. A Espanya, la pel·lícula va ser doblada al castellà per la seua distribució en vídeo i va sortir a la venda el 28 d'octubre de 2009 per Aurum Producciones. A Catalunya la pel·lícula va ser doblada al català i emesa per primer cop en aquesta llengua el 8 d'abril de 2012 pel canal infantil Super 3, reemetent-se posteriorment per l'SX3.
Turner Classic Movies va televisar tant la versió doblada com l'original amb subtítols el 18 de gener del 2006 com a part del seu mes de celebració a Miyazaki (en honor del seu aniversari, el 5 de gener). El títol en anglès, Whisper of the Heart, va ser creat per l'estudi i utilitzat en nombrosos articles oficials de la pel·lícula, que es van llançar al mercat al mateix temps que s'estrenava la pel·lícula en els cinemes japonesos.
La pel·lícula d'animació va tenir, al Japó, l'any 2021, una adaptació cinematogràfica en imatge real.

## Argument
La Shizuku és una adolescent aficionada a la lectura, que ha planejat passar les seves vacances d'estiu llegint a la biblioteca i traduint cançons estrangeres. Però, per sorpresa seva, els seus plans fan un gir inesperat quan descobreix que les fitxes dels llibres que agafa de la biblioteca tenen un mateix nom: Seiji Amasawa.
Un dia, al tren, la Shizuku es troba amb un gat misteriós que la porta a la botiga on en Seiji treballa com a aprenent de lutier. En Seiji explica a la Shizuku que el seu somni és portar el seu art a Itàlia i anima la Shizuku perquè escrigui llibres.

## Personatges
- Shizuku Tsukishima (月島 雫, Tsukishima Shizuku) és la protagonista de la història. Compta amb 14 anys i assisteix a l'institut Mukaihara amb la seva millor amiga Yuko Harada. Viu a Tokio amb els seus pares i la seva germana gran. La Shizuku és una gran amant de la lectura i té talent per l'escriptura. Curiosa i amb una gran imaginació passa gran part del temps als núvols.
- Seiji Amasawa (天沢 聖司, Amasawa Seiji) és un noi que assisteix al mateix institut que la Shizuku. Tot i ser un adolescent es tracta d'un experimentat violinista que somia a ser un lutier. Igual que la Shizuku, també és un gran amant de la lectura. Treballa a un antiquari propietat d'en Shiro Nishi.
- Asako Tsukishima (月島 朝子, Tsukishima Asako) és una graduada universitària i la mare de la Shizuku i la Shiho.
- Seiya Tsukishima (月島 靖也, Tsukishima Seiya) és un bibliotecari i el pare de la Shizuku i la Shiho.
- El Baró Humbert von Gikkingen (フンベルト・フォン・ジッキンゲン男爵, Funberuto Fon Jikkingen Danshaku) és una estàtua en forma de gat procedent d'Alemanya. Pertany a l'antiquari Shiro Nishi des d'abans de la Segona Guerra Mundial. Es converteix en el protagonista de la història que escriu la Shizuku.
- Shiro Nishi (西 司朗, Nishi Shirō) és el propietari d'una botiga d'antiguitats local. És una persona afable i sàvia que va viure a Alemanya abans d'haver de fugir a causa de la guerra.
- Yuko Harada (原田 夕子, Harada Yūko) és la millor amiga de la Shizuku a l'insitut, està enamorat del seu company de classes Sugimura.
- Professora Kosaka (高坂先生, Kōsaka-sensei) és una infermera a l'institut Mukaihara.
- Sugimura (杉村) és un company de clase de la Shizuku i la Yuko. Està enamorat de la Shizuku.
- Shiho Tsukishima (月島 汐, Tsukishima Shiho) és una estudiant universitaria i la germana gran de la Shizuku.

## Veus
| Personatge         | Japonès            | Català            |
| ------------------ | ------------------ | ----------------- |
| Shizuku Tsukishima | Yoko Honna         | Núria Trifol      |
| Seiji Amasawa      | Issei Takahashi    | Masumi Matsuda    |
| Seiya Tsukishima   | Takashi Tachibana  | Eduard Elias      |
| Asako Tsukishima   | Shigeru Muroi      | Lourdes López     |
| El Baró            | Shigeru Tsuyuguchi | Àlex Masseguer    |
| Yuko Harada        | Maiko Kayama       | Lara Ullod        |
| Shirô Nishi        | Keiju Kobayashi    | Josep Maria Ullod |
| Shiho Tsukishima   | Yorie Yamashita    | Elisa Beuter      |
| Sugimura           | Yoshimi Nakajima   | David Jenner      |
| Professora Kosaka  | Minami Takayama    | Victòria Pagès    |

## Producció
Mumuris del cor està basada en un manga d'Aoi Hiiragi titulat Mimi o Sumaseba. El manga va ser serialitzat a la revista de shōjo de Shūeisha Ribon des de l'agost de 1989 i fins al novembre del mateix any. Tota la història va ser recopilada en un únic volum tankōbon el febrer de 1990. Un segon manga del mateix autor titulat Mimi o Sumaseba: Shiawase na Jikan va ser serialitzat a la mateixa revista el 1995. Aoi Hiiragi encara recuperaria el món de Murmuris del cor un tercer cop en adaptar la seqüela d'Studio Ghibli de la història: La Haru al regne dels gats sota el nom de Baron: Neko no Danshaku.
Murmuris del cor va ser la primera pel·lícula de Studio Ghibli en ser dirigida per algú altre que no fos ni Hayao Miyazaki ni Isao Takayata (els cofundadors de l'estudi). Malhauradament, aquesta va ser la primera i única pel·lícula dirigida per Yoshifumi Kondō, ja que va morir el 1998 a causa d'un aneurisma. L'estudi havia posat les seves esperances en el director, desitjant que fos el successor de Miyazaki i Tahakata.
Els fons fantàstics de les seqüències fantàstiques de la pel·lícula van ser creats pel pintor japonès surrealista Naohisa Inoue i dirigits per Hayao Miyazaki. Els gravats en fusta dels músics empresonats van ser creats per Keisuke Miyazaki, fill del director i xilògraf professional. El videoclip del duo musical japonès Chage and Aska "On Your Mark", dirigit per Hayao Miyazaki el 1995 va ser estrenat juntament amb la pel·lícula. Miyazaki va escriure el guió i va dibuixar els storyboards usats al film, a més de ser, també el productor. La direcció artística de la pel·lícula va recaure en mans de Satoshi Kuroda.
Durant els crèdits de tancament, la Shizuku i el Seiji apareixen a la part superior de la pantalla, avançant sobre la bicicleta del Seiji pel pont. Més tard, durant els crèdits, la Yuko es troba amb el Sugimura al pont i caminen junts.

## Música
Durant el film, la Shizuku crea una traducció de la cançó Take Me Home, Country Roads de John Denver al japonès pel cor del seu institut. També escriu una altra versió còmica de la cançó per a ella mateixa anomenada Concrete Road, sobre la seva llar a l'oest de Tòquio. La lletra va ser realment traduïda per la filla del productor Toshio Suzuki amb Hayao Miyazaki escrivint lletres suplementàries. Aquesta cançó té un paper important a la trama, apareixent a diferents punts de la història. Cal destacar que la història gira al voltant d'una canço: Country Roads, Take Me Home de John Denver. La cançó és cantada per Olivia Newton-John en la versió anglesa, mentre que Yoko Honna s'encarrega de la versió en japonès i Ana Esther Alborg de la versió en castellà.
La lletra de Country Roads que canta la Shizuku al doblatge català és la següent:
"Estic sola
però no em fa por,
vull viure així
és el meu somni.
Deixo enrere la melangia
i així em faig forta de debò.
Country roads, aquest camí
segueix-lo fins a la fi
i et dura de nou
a casa teva.
Country roads,
country roads,
per molt que dura que sigui la soledat
no deixis les llàgrimes brollar dels teus ulls.
Sentiràs com les passes s'acceleren sense voler
per esborrar els records.
Country road, aquest camí 
que et durà
a la teva ciutat.
Però jo no hi puc tornar,
em quedo aquí,
country road,
country road.
Country road,
per sempre més
seré la mateixa,
no canviaré.
Vull tornar,
no hi puc tornar,
adeu-siau
country road."

## Distribució internacional
El 2006, la pel·lícula va ser doblada a l'anglès per l'American Buena Vista Home Entertainment. El títol en anglès, Whisper of the Heart, va ser creat a l'Studio Ghibli i es va utilitzar en diversos productes de marxandatge amb llicència oficial en el moment de la seva estrena al cinema japonès.
La pel·lícula s'ha mostrat a TV/Cinema o s'ha estrenat en VHS, LD, VCD, DVD o BD en diversos països/mercats de vídeo diferents. Aquests inclouen:
- Japó – 耳をすませば (Mimi wo sumaseba, VHS 1996, LD 25 januari 1996,[6] VHS 25 juliol 1997, DVD 24 maig 2002)
- Taiwan – 心之谷 (Shin Jr Gu, DVD 29 juny 2002, 21 novembre 2002)
- Hong Kong – 夢幻街少女 (Mung Waan Gaai Siu Neoi, VCD 11 desembre 2001, DVD 19 novembre 2002)
- Estats Units – Whisper of the Heart (TV 19 gener 2006, DVD 7 març 2006, cinema 23 setembre 2006, BD 22 maig 2012[a]
- Austràlia – Whisper of the Heart (DVD 15 març 2006)
- Gran Bretanya – Whisper of the Heart (DVD 10 abril 2006)
- Polònia – Szept serca (DVD 15 setembre 2007)
- Corea del Sud (22 novembre 2007)
- Alemanya – Stimme des Herzens (doble-DVD 26 novembre 2007, DVD senzill 28 gener 2008)
- Hongria – A könyvek hercege  (DVD 18 desembre 2007)
- Estònia – Südame sosin (festival de cinema 9 abril 2008)
- Rússia (22 gener 2009)
- Finlàndia – Sydämen kuiskaus (DVD 27 març 2009)
- Suïssa (festival de cinema 13 agost 2009)
- Espanya – Susurros del corazón (DVD 28 octubre 2009)
- Suècia – Om du lyssnar noga (DVD 7 octubre 2009)
- Mèxic – Susurros del corazón (DVD 15 desembre 2010)
- Itàlia – I sospiri del mio cuore (DVD 14 desembre 2011)
- Grècia – Ο Ψιθυρος tης kαρδιας (O psithyros tis kardias, DVD)
- Portugal – O Sussurro do Coração (DVD 15 maig 2011)

Fonts:

## Spin off
Durant el transcurs de la història, la Shizuku escriu una novel·la fantàstica basada en el Baró Humbert von Gikkingen, una figureta alemanya en forma de gat que veu a l'antiquari del senyor Nishi. Les breus escenes de fantasia que mostren el que ella va escrivint van ser tan populars entre els fans que l'studio Ghibli va decidir fer una altra pel·lícula basada en la història. La pel·lícula, dirigida per Hiroyuki Morita i amb el Baró com a protagonista, va ser estrenada el 2002 i titulada La Haru al regne dels gats.